# Hirondelle de Cuba
Progne cryptoleuca
Espèce
Statut de conservation UICN

 LC  : Préoccupation mineure
Synonymes
- Progne dominicensis cryptoleuca

L'Hirondelle de Cuba (Progne cryptoleuca) est une espèce de passereau de la famille des Hirundinidae, nicheur endémique de Cuba, avec quelques rares observations en Floride, aux Bahamas, aux îles Turques-et-Caïques, au Guatemala et aux îles Sous-le-Vent.
C'est une espèce monotypique (non subdivisée en sous-espèces) parfois considérée comme une sous-espèce de Progne dominicensis « sensu lato ».

## Régime alimentaire
Ce sont des oiseaux insectivores qui chassent souvent dans les airs. En effet, leur bec large permet d'attraper les insectes en plein vol.
Parmi les insectes les plus consommés, on retrouve des coléoptères, mais également des libellules, des papillons ou des abeilles.

## Dimorphisme sexuel
L'Hirondelle de Cuba mâle a un plumage bleu électrique et quelques plumes blanches au niveau du bas du ventre. Elles restent néanmoins difficiles à remarquer.
La femelle possède un plumage brun sur une grande partie de son corps qui contraste beaucoup avec le plumage blanc au niveau de son ventre. Il est possible de remarquer quelques plumes bleues sur son dos.
La queue du mâle et de la femelle est fourchue.